# ريليزا
ريليزا بلدية في ولاية بارانا في المنطقة الجنوبية من البرازيل.